# Censo dos Estados Unidos de 1910
O Censo dos Estados Unidos de 1910, conduzido pelo departamento do censo em 15 de abril de 1910, foi o décimo terceiro censo dos Estados Unidos. Determinou a população residente dos Estados Unidos em 92.228.496 - um aumento de 21% sobre as 76.212.168 pessoas enumeradas durante o censo de 1900. O censo de 1910 mudou de uma orientação de página de retrato para uma orientação de paisagem.

## População por estado
| Ranking | Estado               | População |
| ------- | -------------------- | --------- |
| 01      | Nova Iorque          | 9,113,614 |
| 02      | Pensilvânia          | 7,665,111 |
| 03      | Illinois             | 5,638,591 |
| 04      | Ohio                 | 4,767,121 |
| 05      | Texas                | 3,896,542 |
| 06      | Massachusetts        | 3,366,416 |
| 07      | Missouri             | 3,293,335 |
| 08      | Michigan             | 2,810,173 |
| 09      | Indiana              | 2,700,876 |
| 10      | Geórgia              | 2,609,121 |
| 11      | Nova Jérsia          | 2,537,167 |
| 12      | Califórnia           | 2,377,549 |
| 13      | Wisconsin            | 2,333,860 |
| 14      | Kentucky             | 2,289,905 |
| 15      | Iowa                 | 2,224,771 |
| 16      | Carolina do Norte    | 2,206,287 |
| 17      | Tennessee            | 2,184,789 |
| 18      | Alabama              | 2,138,093 |
| 19      | Minnesota            | 2,075,708 |
| 20      | Virgínia             | 2,061,612 |
| 21      | Mississippi          | 1,797,114 |
| 22      | Kansas               | 1,690,949 |
| 23      | Oklahoma             | 1,657,155 |
| 24      | Luisiana             | 1,656,388 |
| 25      | Arkansas             | 1,574,449 |
| 26      | Carolina do Sul      | 1,515,400 |
| 27      | Maryland             | 1,295,346 |
| 28      | Virgínia Ocidental   | 1,221,119 |
| 29      | Nebraska             | 1,192,214 |
| 30      | Washington           | 1,141,990 |
| 31      | Connecticut          | 1,114,756 |
| 32      | Colorado             | 799,024   |
| 33      | Flórida              | 752,619   |
| 34      | Maine                | 742,371   |
| 35      | Óregon               | 672,765   |
| 36      | Dakota do Sul        | 583,888   |
| 37      | Dakota do Norte      | 577,056   |
| 38      | Rhode Island         | 542,610   |
| 39      | Nova Hampshire       | 430,572   |
| 40      | Montana              | 376,053   |
| 41      | Utah                 | 373,351   |
| 42      | Vermont              | 355,956   |
| X       | Distrito de Columbia | 331,069   |
| X       | Novo México          | 327,301   |
| 43      | Idaho                | 325,594   |
| X       | Arizona              | 204,354   |
| 44      | Delaware             | 202,322   |
| X       | Havaí                | 191,909   |
| 45      | Wyoming              | 145,965   |
| 46      | Nevada               | 81,875    |
| X       | Alasca               | 64,356    |

## População por cidade
| Ranking | Cidade         | Estado               | População | Região       |
| ------- | -------------- | -------------------- | --------- | ------------ |
| 01      | Nova Iorque    | Nova Iorque          | 4,766,883 | Nordeste     |
| 02      | Chicago        | Illinois             | 2,185,283 | Centro-Oeste |
| 03      | Filadélfia     | Pensilvânia          | 1,549,008 | Nordeste     |
| 04      | St. Louis      | Missouri             | 687,029   | Centro-Oeste |
| 05      | Boston         | Massachusetts        | 670,585   | Nordeste     |
| 06      | Cleveland      | Ohio                 | 560,663   | Centro-Oeste |
| 07      | Baltimore      | Maryland             | 558,485   | Sul          |
| 08      | Pittsburgh     | Pensilvânia          | 533,905   | Nordeste     |
| 09      | Detroit        | Michigan             | 465,766   | Centro-Oeste |
| 10      | Buffalo        | Nova Iorque          | 423,715   | Nordeste     |
| 11      | São Francisco  | Califórnia           | 416,912   | Oeste        |
| 12      | Milwaukee      | Wisconsin            | 373,857   | Centro-Oeste |
| 13      | Cincinnati     | Ohio                 | 363,591   | Centro-Oeste |
| 14      | Newark         | Nova Jérsia          | 347,469   | Nordeste     |
| 15      | Nova Orleães   | Luisiana             | 339,075   | Sul          |
| 16      | Washington     | Distrito de Columbia | 331,069   | Sul          |
| 17      | Los Angeles    | Califórnia           | 319,198   | Oeste        |
| 18      | Minneapolis    | Minnesota            | 301,408   | Centro-Oeste |
| 19      | Jersey City    | Nova Jérsia          | 267,779   | Nordeste     |
| 20      | Kansas City    | Missouri             | 248,381   | Centro-Oeste |
| 21      | Seattle        | Washington           | 237,194   | Oeste        |
| 22      | Indianápolis   | Indiana              | 233,650   | Centro-Oeste |
| 23      | Providence     | Rhode Island         | 224,326   | Nordeste     |
| 24      | Louisville     | Kentucky             | 223,928   | Sul          |
| 25      | Rochester      | Nova Iorque          | 218,149   | Nordeste     |
| 26      | Saint Paul     | Minnesota            | 214,744   | Centro-Oeste |
| 27      | Denver         | Colorado             | 213,381   | Oeste        |
| 28      | Portland       | Óregon               | 207,214   | Oeste        |
| 29      | Columbus       | Ohio                 | 181,511   | Centro-Oeste |
| 30      | Toledo         | Ohio                 | 168,497   | Centro-Oeste |
| 31      | Atlanta        | Geórgia              | 154,839   | Sul          |
| 32      | Oakland        | Califórnia           | 150,174   | Oeste        |
| 33      | Worcester      | Massachusetts        | 145,986   | Nordeste     |
| 34      | Syracuse       | Nova Iorque          | 137,249   | Nordeste     |
| 35      | New Haven      | Connecticut          | 133,605   | Nordeste     |
| 36      | Birmingham     | Alabama              | 132,685   | Sul          |
| 37      | Memphis        | Tennessee            | 131,105   | Sul          |
| 38      | Scranton       | Pensilvânia          | 129,867   | Nordeste     |
| 39      | Richmond       | Virgínia             | 127,628   | Sul          |
| 40      | Paterson       | Nova Jérsia          | 125,600   | Nordeste     |
| 41      | Omaha          | Nebraska             | 124,096   | Centro-Oeste |
| 42      | Fall River     | Massachusetts        | 119,295   | Nordeste     |
| 43      | Dayton         | Ohio                 | 116,577   | Centro-Oeste |
| 44      | Grand Rapids   | Michigan             | 112,571   | Centro-Oeste |
| 45      | Nashville      | Tennessee            | 110,364   | Sul          |
| 46      | Lowell         | Massachusetts        | 106,294   | Nordeste     |
| 47      | Cambridge      | Massachusetts        | 104,839   | Nordeste     |
| 48      | Spokane        | Washington           | 104,402   | Oeste        |
| 49      | Bridgeport     | Connecticut          | 102,054   | Nordeste     |
| 50      | Albany         | Nova Iorque          | 100,253   | Nordeste     |
| 51      | Hartford       | Connecticut          | 98,915    | Nordeste     |
| 52      | Trenton        | Nova Jérsia          | 96,815    | Nordeste     |
| 53      | New Bedford    | Massachusetts        | 96,652    | Nordeste     |
| 54      | San Antonio    | Texas                | 96,614    | Sul          |
| 55      | Reading        | Pensilvânia          | 96,071    | Nordeste     |
| 56      | Camden         | Nova Jérsia          | 94,538    | Nordeste     |
| 57      | Salt Lake City | Utah                 | 92,777    | Oeste        |
| 58      | Dallas         | Texas                | 92,104    | Sul          |
| 59      | Lynn           | Massachusetts        | 89,336    | Nordeste     |
| 60      | Springfield    | Massachusetts        | 88,926    | Nordeste     |
| 61      | Wilmington     | Delaware             | 87,411    | Sul          |
| 62      | Des Moines     | Iowa                 | 86,368    | Centro-Oeste |
| 63      | Lawrence       | Massachusetts        | 85,892    | Nordeste     |
| 64      | Tacoma         | Washington           | 83,743    | Oeste        |
| 65      | Kansas City    | Kansas               | 82,331    | Centro-Oeste |
| 66      | Yonkers        | Nova Iorque          | 79,803    | Nordeste     |
| 67      | Youngstown     | Ohio                 | 79,066    | Centro-Oeste |
| 68      | Houston        | Texas                | 78,800    | Sul          |
| 69      | Duluth         | Minnesota            | 78,466    | Centro-Oeste |
| 70      | St. Joseph     | Missouri             | 77,403    | Centro-Oeste |
| 71      | Somerville     | Massachusetts        | 77,236    | Nordeste     |
| 72      | Troy           | Nova Iorque          | 76,813    | Nordeste     |
| 73      | Utica          | Nova Iorque          | 74,419    | Nordeste     |
| 74      | Elizabeth      | Nova Jérsia          | 73,409    | Nordeste     |
| 75      | Fort Worth     | Texas                | 73,312    | Sul          |
| 76      | Waterbury      | Connecticut          | 73,141    | Nordeste     |
| 77      | Schenectady    | Nova Iorque          | 72,826    | Nordeste     |
| 78      | Hoboken        | Nova Jérsia          | 70,324    | Nordeste     |
| 79      | Manchester     | Nova Hampshire       | 70,063    | Nordeste     |
| 80      | Evansville     | Indiana              | 69,647    | Centro-Oeste |
| 81      | Akron          | Ohio                 | 69,067    | Centro-Oeste |
| 82      | Norfolk        | Virgínia             | 67,452    | Sul          |
| 83      | Wilkes-Barre   | Pensilvânia          | 67,105    | Nordeste     |
| 84      | Peoria         | Illinois             | 66,950    | Centro-Oeste |
| 85      | Erie           | Pensilvânia          | 66,525    | Nordeste     |
| 86      | Savannah       | Geórgia              | 65,064    | Sul          |
| 87      | Oklahoma City  | Oklahoma             | 64,205    | Sul          |
| 88      | Harrisburg     | Pensilvânia          | 64,186    | Nordeste     |
| 89      | Fort Wayne     | Indiana              | 63,933    | Centro-Oeste |
| 90      | Charleston     | Carolina do Sul      | 58,833    | Sul          |
| 91      | Portland       | Maine                | 58,571    | Nordeste     |
| 92      | East St. Louis | Illinois             | 58,547    | Centro-Oeste |
| 93      | Terre Haute    | Indiana              | 58,157    | Centro-Oeste |
| 94      | Holyoke        | Massachusetts        | 57,730    | Nordeste     |
| 95      | Jacksonville   | Flórida              | 57,699    | Sul          |
| 96      | Brockton       | Massachusetts        | 56,878    | Nordeste     |
| 97      | Bayonne        | Nova Jérsia          | 55,545    | Nordeste     |
| 98      | Johnstown      | Pensilvânia          | 55,482    | Nordeste     |
| 99      | Passaic        | Nova Jérsia          | 54,773    | Nordeste     |
| 100     | South Bend     | Indiana              | 53,684    | Centro-Oeste |